# Rábano (Valladolid)
Rábano es una localidad de la provincia de Valladolid, Castilla y León, España. Pertenece a la comarca de Campo de Peñafiel.

## Historia
Los orígenes de Rábano están ubicados en torno a los siglos X y XI, aunque es posible que ya existiera antes como una de las comarcas residuales que se formaron alrededor de Peñafiel

## Geografía humana

### Demografía
Cuenta con una población de 176 habitantes (INE 2024).
| Gráfica de evolución demográfica de Rábano entre 1842 y 2021                                                          |
| |
| Población de derecho según los censos de población del INE. Población de hecho según los censos de población del INE. |

La tendencia es alcista, al contrario de los últimos años, donde de 150 habitantes se fue disminuyendo hasta alcanzar 96 a finales de los 90. Desde entonces el número de habitantes no ha parado de crecer. Sin embargo, la mayoría de sus habitantes son jubilados.

### Economía
La actividad principal de Rábano es la agricultura (cereales, trigo, cebada, maíz, remolacha y vid) y la ganadería (bovina, ovina y porcina), además de una bodega y un taller. Cuenta con dos bares, siendo los únicos locales comerciales en el municipio. 
Desde el año 2003, Rábano cuenta con denominación de origen de la Ribera del Duero.

## Cultura

### 16 de agosto:San Roque
Son las fiestas de verano. Duran entre 4 y 5 días dependiendo del día de la semana en que caigan. Durante las fiestas tienen lugar diversos campeonatos deportivos y otros eventos para niños y mayores. La mayoría de estas actividades se desempeñan en las Eras.
- Campeonato de mus
- Campeonato de tute
- Campeonato de frontón
- Campeonato de futbito
- Fútbol (solo algunos años)
- Juegos infantiles (gymkana, dibujo, ...)
- Descenso del Duratón (solo algunos años).
- Concurso de disfraces.
- Concurso de soga-tira (ellos contra ellas y jóvenes contra mayores).

Entre los diferentes eventos que tienen lugar en estos días hay que resaltar:
- Baile con orquesta
- Discoteca móvil
- Exposiciones en la Casa de Cultura.
- Elecciones de rey y reina y damas de honor.

Durante las fiestas se forman peñas, tanto de jóvenes como de adultos.

### 21 de diciembre:Santo Tomás
De menor envergadura que las de verano, pero también con orquesta. Debido al frío, todos los eventos tienen lugar en la Casa de Cultura. También hay orquesta y diversas actividades. Duran 3 días.

## Monumentos y lugares de interés
- El Puente Viejo.
- Las Eras junto al río Duratón.
- La fuente de la Plaza
- La Iglesia de Santo Tomás
- Las bodegas.
- La casa del Pradillo (casa rural).
- La fuente del Pozuelo.
- Pico del Otero.

## Vecinos ilustres
- Federico Cobo Sanz, beato, joven aspirante salesiano, asesinado durante el período de la guerra civil española, beatificado por Benedicto XVI el 28 de octubre de 2007.[3]